# Konrad Niedźwiedzki
Konrad Łukasz Niedźwiedzki (* 2. Januar 1985 in Warschau) ist ein polnischer Eisschnellläufer.
Konrad Niedźwiedzki wurde erstmals im November 2003 beim Weltcup in Erfurt eingesetzt. Erstmals in die Weltspitze lief der Mittelstreckenspezialist beim Weltcup 2006 in Berlin, als er auf den 1500 Metern Neunter wurde. Er ist zweifacher polnischer Vizemeister und Dritter. Sein bislang größter Erfolg war ein achter Platz bei den Allround-Weltmeisterschaften im März 2006 in Calgary. Bei den Olympischen Spielen in Turin trat er zuvor über 1000 (13.) und 1500 (12.) Meter an.